# Erik de Vries (acteur)
Erik de Vries (19 juni 1963) is een Nederlandse acteur.

## Filmografie
- De prooi (film, 1985)
- Huwelijk in de steigers (blijspel met Piet Bambergen) – Leo Hamer
- Ha, die pa! – Evert Smit (aflevering Eindexamen, 1992)
- Vrouwenvleugel – Bewaarder Maurits Troost (vaste rol, 1993-1995)
- Flodder – Agent (aflevering 'Vindersloon', 1996)
- Oppassen!!! – Regisseur reclamespotje (aflevering 'Kunstkenners', 1997)
- Zonder Ernst – Tommy (1998)
- Baantjer – Pater Erwin van der Vlugt (aflevering 'De Cock en de moord op de priester', 1998)
- Het Zonnetje in Huis – Buurman (1999)
- Spirit: Hengst van het Woeste Westen - Stem van Cavalerist (Nederlandse cast, 2002)
- Grijpstra & De Gier – Alexander van Zon (één aflevering, 2004)
- Goede tijden, slechte tijden – Evert Brugman (2008)
- De overloper – Officier van justitie nr. 1 (2012)
- Auke - Auke (korte film, 2015)
- Flikken Maastricht - Snoeren (aflevering ‘Marion’, 2018)
- Buladó - Stem van priester (2020)